# ارک (جاجرم)
ارک (جاجرم)، روستایی از توابع بخش جلگه سنخواست شهرستان جاجرم در استان خراسان شمالی ایران است.

## جمعیت
این روستا در دهستان چهارده سنخواست قرار دارد و براساس سرشماری مرکز آمار ایران در سال ۱۳۸۵، جمعیت آن ۲۶۳ نفر (۶۰خانوار) بوده‌است.